# Druck
Druck è una serie televisiva tedesca adolescenziale del 2018 creata da Pola Beck. La serie è il remake di Skam, iniziata nel 2015 e conclusa nel 2017. Come nella serie madre, Druck riguarda la vita giornaliera di alcuni studenti di un liceo di Berlino. Sul sito web ufficiale e sul canale YouTube ufficiale vengono rilasciate quotidianamente delle clip (che compongono un episodio) e anche alcune chat (normalmente su WhatsApp) dal punto di vista del personaggio protagonista della stagione e degli altri personaggi.

## Episodi

### Prima stagione
La protagonista della prima stagione è Hanna. I temi trattati sono: relazioni, identità, solitudine.
| Nº | Titolo originale                 | Pubblicazione  | Durata |
| -- | -------------------------------- | -------------- | ------ |
| 1  | Liebe ist alles                  | 24 marzo 2018  | 18 min |
| 2  | Wir alle zusammen                | 30 marzo 2018  | 14 min |
| 3  | Freunde                          | 6 aprile 2018  | 13 min |
| 4  | Die Party ist vorbei             | 20 aprile 2018 | 11 min |
| 5  | Vorfreude                        | 29 aprile 2018 | 18 min |
| 6  | Fick dich!                       | 4 maggio 2018  | 18 min |
| 7  | Einmal Schlampe, immer Schlampe! | 18 maggio 2018 | 23 min |
| 8  | Blutige Drohung                  | 25 maggio 2018 | 25 min |
| 9  | Abstürze                         | 1 giugno 2018  | 19 min |
| 10 | Partyhelden                      | 8 giugno 2018  | 30 min |

### Seconda stagione
La protagonista della seconda stagione è Mia. I temi trattati sono: femminismo, molestie sessuali, disturbi alimentari.
| Nº | Titolo originale           | Pubblicazione    | Durata |
| -- | -------------------------- | ---------------- | ------ |
| 1  | Jungs sind Scheiße!        | 21 dicembre 2018 | 22 min |
| 2  | Brüste, Fatshaming & Kakao | 28 dicembre 2018 | 27 min |
| 3  | Mach mit ihr Schluss!!!    | 4 gennaio 2019   | 23 min |
| 4  | Die schönste Frau der Welt | 11 gennaio 2019  | 33 min |
| 5  | Der Abi Chaker Clan        | 25 gennaio 2019  | 28 min |
| 6  | Perfectly Wrong            | 1 febbraio 2019  | 22 min |
| 7  | Panikherz                  | 8 febbraio 2019  | 30 min |
| 8  | Ghost Girl                 | 15 febbraio 2019 | 18 min |
| 9  | Keine Angst! #MeToo        | 22 febbraio 2019 | 34 min |
| 10 | Liebst du mich?            | 1 marzo 2019     | 30 min |

### Terza stagione
Il protagonista della terza stagione è Matteo. I temi trattati sono: omosessualità, salute mentale, transessualità. 
| Nº | Titolo originale        | Pubblicazione  | Durata |
| -- | ----------------------- | -------------- | ------ |
| 1  | Einfach abhauen!        | 15 marzo 2019  | 21 min |
| 2  | Joints & Sandwiches     | 22 marzo 2019  | 23 min |
| 3  | Neon-Schmetterlinge     | 29 marzo 2019  | 20 min |
| 4  | Unter Wasser            | 5 aprile 2019  | 21 min |
| 5  | Ich bin nicht schwul    | 12 aprile 2019 | 20 min |
| 6  | Das Wichtigste im Leben | 19 aprile 2019 | 25 min |
| 7  | Zusammen oder allein?   | 26 aprile 2019 | 26 min |
| 8  | Outing                  | 3 maggio 2019  | 21 min |
| 9  | Liebe                   | 10 maggio 2019 | 22 min |
| 10 | Unsere Zeit ist jetzt   | 17 maggio 2019 | 23 min |

### Quarta stagione
La protagonista della quarta stagione è Amira. Il primo, il nono e il decimo episodio tuttavia includono clip con punti di vista differenti rispetto a quello della protagonista. I temi trattati sono: religione, integrazione, Abitur.
| Nº | Titolo originale              | Pubblicazione     | Durata |
| -- | ----------------------------- | ----------------- | ------ |
| 1  | Der Abiball!                  | 14 giugno 2019    | 20 min |
| 2  | Die Frau mit dem kalten Blick | 26 luglio 2019    | 17 min |
| 3  | Herzklopfen                   | 2 agosto 2019     | 22 min |
| 4  | Das erste Date                | 9 agosto 2019     | 29 min |
| 5  | Gebrochene Herzen             | 16 agosto 2019    | 24 min |
| 6  | Eskalation                    | 23 agosto 2019    | 25 min |
| 7  | Du bist wie du bist           | 30 agosto 2019    | 22 min |
| 8  | Verliebt                      | 6 settembre 2019  | 30 min |
| 9  | Hör auf dein Herz!            | 13 settembre 2019 | 33 min |
| 10 | Alles ist Liebe               | 22 settembre 2019 | 35 min |

### Quinta stagione
La protagonista della quinta stagione è Nora. A partire da questa stagione viene introdotta una nuova generazione di personaggi. I temi trattati sono: alcolismo, salute mentale, Covid-19.
| Nº | Titolo originale     | Pubblicazione     | Durata |
| -- | -------------------- | ----------------- | ------ |
| 1  | Alles neu!           | 25 settembre 2020 | 27 min |
| 2  | Angriff              | 2 ottobre 2020    | 21 min |
| 3  | Stalker              | 9 ottobre 2020    | 27 min |
| 4  | Kalte Küsse          | 16 ottobre 2020   | 28 min |
| 5  | Ende und Anfang      | 23 ottobre 2020   | 32 min |
| 6  | Unterdruck           | 30 ottobre 2020   | 24 min |
| 7  | Ich fühle nichts     | 6 novembre 2020   | 21 min |
| 8  | Absturz              | 13 novembre 2020  | 27 min |
| 9  | Du bist nicht allein | 20 novembre 2020  | 34 min |
| 10 | Fühlen               | 27 novembre 2020  | 40 min |

### Sesta stagione
La protagonista della sesta stagione è Fatou. I temi trattati sono: omo/bisessualità femminile, discalculia, giustizia sociale.
| Nº | Titolo originale          | Pubblicazione    | Durata |
| -- | ------------------------- | ---------------- | ------ |
| 1  | Neue Galaxien             | 18 dicembre 2020 | 20 min |
| 2  | Gay Silence               | 25 dicembre 2020 | 23 min |
| 3  | Supernova                 | 1 gennaio 2021   | 26 min |
| 4  | Du bist fake              | 8 gennaio 2021   | 19 min |
| 5  | Ich bin nicht gut genug   | 15 gennaio 2021  | 22 min |
| 6  | Schwerelos                | 22 gennaio 2021  | 28 min |
| 7  | Einfach vergessen         | 29 gennaio 2021  | 24 min |
| 8  | Lichtjahre entfernt       | 5 febbraio 2021  | 21 min |
| 9  | Der Antrag                | 12 febbraio 2021 | 26 min |
| 10 | Bis in die Unendlichkeit? | 20 febbraio 2021 | 28 min |

### Settima stagione
Protagonista della settima stagione è Isi. I temi trattati sono: non binarismo, disforia di genere. 
| Nº | Titolo originale      | Pubblicazione    | Durata |
| -- | --------------------- | ---------------- | ------ |
| 1  | Alles ist verzaubert  | 29 ottobre 2021  | 21 min |
| 2  | Friendzone?           | 5 novembre 2021  | 24 min |
| 3  | Fühlst du es?         | 12 novembre 2021 | 23 min |
| 4  | Too much!             | 19 novembre 2021 | 20 min |
| 5  | Wir sind anders       | 26 novembre 2021 | 21 min |
| 6  | Nur ein Kuss          | 3 dicembre 2021  | 17 min |
| 7  | Wer willst du sein?   | 10 dicembre 2021 | 22 min |
| 8  | Love is Pain          | 17 dicembre 2021 | 19 min |
| 9  | Mehr als Freundschaft | 24 dicembre 2021 | 24 min |
| 10 | BE YOURSELF!          | 31 dicembre 2021 | 28 min |

### Ottava stagione
La protagonista dell'ottava stagione è Mailin. I temi trattati sono: revenge porn, slut-shaming, asessualità.
| Nº | Titolo originale       | Pubblicazione  | Durata |
| -- | ---------------------- | -------------- | ------ |
| 1  | Kein kitschiger Scheiß | 29 aprile 2022 | 19 min |
| 2  | Hirn gegen Herz        | 6 maggio 2022  | 24 min |
| 3  | Der erste Kuss         | 13 maggio 2022 | 21 min |
| 4  | On Fire                | 20 maggio 2022 | 21 min |
| 5  | So wie du bist         | 27 maggio 2022 | 20 min |
| 6  | Chaos                  | 3 giugno 2022  | 15 min |
| 7  | Zeit zurückdrehen      | 10 giugno 2022 | 25 min |
| 8  | Nichts ist wie es war  | 17 giugno 2022 | 20 min |
| 9  | Total verletzt         | 24 giugno 2022 | 25 min |
| 10 | Für immer              | 1 luglio 2022  | 30 min |

## Personaggi e interpreti
Il cast della serie include, tra i personaggi principali:
- Hanna Jung, interpretata da Lilly Dreesen, protagonista della prima stagione.[9]
- Mia Winter, interpretata da Milena Tscharntke, protagonista della seconda stagione.[9]
- Matteo Florenzi, interpretato da Michelangelo Fortuzzi, protagonista della terza stagione.[9]
- Amira Mahmood, interpretata da Tua El-Fawwal, protagonista della quarta stagione.[9]
- Nora Machwitz, interpretata da Mina-Giselle Rüffer, protagonista della quinta stagione.[9]
- Fatou Jallow, interpretata da Sira-Anna Faal, protagonista della sesta stagione.
- Isi Inci, interpretatə da Eren M. Güvercin, protagonista della settima stagione.
- Mailin Richter, interpretata da Frida Stittrich, protagonista dell'ottava stagione.
- Kiki Machwitz, interpretata da Lea Zoë Voss.
- Sam M'Pelé, interpretata da Jobel Mokonzi.
- Jonas Augustin, interpretato da Anselm Bresgott.
- Alexander Hardenberg, interpretato da Chris Veres.
- Carlos Schmidt, interpretato da Louis Daniel.
- Abdi Ates, interpretato da Arda Göerkem.
- Sara Adamczyk, interpretata da Luise Emilie Tschersich.
- Leonie Richter, interpretata da Juliane Schütze.
- Samuel Fischer, interpretato da Pablo Grant.
- Hans Brecht, interpretato da Florian Appelius.
- Linn Shira, interpretata da Ada Philine Stappenbeck.
- David Schreibner, interpretato da Lukas von Horbartchewsky.
- Mohammed Razzouk, interpretato da Hassan Kello.
- Omar Mahmood, interpretato da Samy Abdel Fattah.
- Essam Mahmood, interpretato da Hussein Eliraque.
- Ava Pereira, interpretata da Aicha Lopes.
- Josh Zimmermann, interpretato da Zethphan Smith-Gneist.
- Kieu My Vu, interpretata da Nhung Hong.
- Finn Nguyen, interpretato da Quang Anh Le.
- Zoe Machwitz, interpretata da Madeleine Wagenitz.
- Constantin Ostendorf, interpretato da Casper von Bülow.
- Yara Aimsakul, interpretata da Elena Ployphailin Siepe.
- Sascha Belin, interpretato da Paul Ahrens.
- Lou Schäfer, interpretata da Paula Goos.

## Playlist
- M.I.A. - Bad Girls
- Selena Gomez - Wolves
- Fifth Harmony - Worth It
- 50 Cent - In Da Club
- Taylor Swift - Gorgeous
- Charli XCX - Boys
- Louis Tomlinson - Just Like You
- Camila Cabello - Havana
- J Balvin - Mi Gente
- 5 Seconds of Summer - Want You Back
- Taylor Swift - New Year's Day
- Spice Girls - Wannabe
- Zara Larsson - Lush Life